# Augusto Gentilini
Augusto Gentilini (Rocca di Papa, 1º luglio 1961) è un allenatore di calcio ed ex calciatore italiano, di ruolo terzino o mediano, tecnico della Fermana.

## Carriera

### Giocatore
I suoi primi calci li tira a Rocca di Papa nella locale squadra dei Canarini. Cresce nel vivaio della Roma senza esordire in prima squadra. Comincia la sua carriera al Pescara e prosegue con Sambenedettese, Varese e Brescia, dove conquista una promozione in Serie A ed esordisce nella massima serie il 14 settembre 1986, in Brescia-Napoli (0-1).

Gentilini al Genoa nel 1989, mentre difende la palla dall'intervento del bresciano Turchetta.

Gioca poi nel Genoa, e anche qui ottiene una promozione in Serie A. L'anno successivo passa agli irpini dell'Avellino dove rimane per tre stagioni, l'ultima conclusasi con la retrocessione. Prima di concludere la carriera gioca una stagione con il Messina, un'annata dove gioca poco e dove i siciliani ottengono la salvezza sul campo, svanita poi per problemi finanziari.
Conclude la carriera da professionista con la Maceratese con due stagioni altalenanti per il club marchigiano. Passa poi ad altre squadre tra cui l'Alzano dove gioca poco.

### Allenatore
Finita la carriera da giocatore, intraprende quella di allenatore. Il suo esordio avviene con l'Aquila Calcio: nel 1999-2000, infatti, Gentilini fa da "secondo" ad Aldo Ammazzalorso (che seguirà anche ad Avellino l'anno successivo), centrando la promozione in Serie C1. Stesso ruolo, stavolta affiancato a Gabriele Morganti, nel 2001-2002. All'esonero di quest'ultimo Gentilini diventa allenatore della prima squadra ottenendo a fine stagione la salvezza diretta. In questa stagione, tra l'altro, Gentilini affronta la prima partita internazionale della sua carriera da tecnico, andando a giocare in Libia un'amichevole contro l'Al Ittihad di Tripoli, squadra di Al-Sa'adi Gheddafi, nell'ottica di un tentativo (poi fallito) di collaborazione tecnica tra il presidente aquilano Passarelli (impegnato in Libia con la sua azienda) e il figlio del leader libico.
Nell'annata seguente, (2002-2003), pur esonerato e sostituito nella parte centrale della stagione da Bruno Giordano, Gentilini ripete il risultato mantenendo ancora la categoria, questa volta grazie ai play-out, giocati e vinti contro il Paternò. Nel terzo campionato (2003-2004) il sodalizio abruzzese è radiato e poi riammesso e mentre si compie un passaggio di azioni della S.p.A., a Gentilini non riesce la terza salvezza di fila e a fine anno l'Aquila retrocede in Serie C2, per poi essere nuovamente cancellata dai campionati professionistici.
Tra le squadre allenate in seguito ci sono il Giulianova nel 2004-2005 e il Vittoria dove subentra nel 2005-2006 in Serie C2 e dopo 19 partite verrà esonerato. Dal 2006-2007 è allenatore della Renato Curi Angolana squadra militante nella Serie D girone F, che nella stagione 2007-2008 ha perso il campionato all'ultima giornata per un punto, facendosi scavalcare dalla Sangiustese. Successivamente, nella seconda fase ha vinto i play-off di girone contro Grottammare e Campobasso, perdendo invece quelli nazionali contro Barletta e Alghero.
All'inizio della stagione 2008-2009 resta senza una squadra da allenare, e a ottobre viene assunto dal Brescia (dove era stato anche da calciatore) come vice allenatore di Nedo Sonetti. Nel 2010 continua la collaborazione con il tecnico toscano a Vicenza .
Il 2 dicembre 2014 diventa la nuova guida tecnica della Rappresentativa di Serie D. In precedenza ha guidato la Rappresentativa Nazionale Dilettanti Under 16.
Nell'edizione 2015 del Torneo di Viareggio nel quale guida la Rappresentativa di Serie D raggiunge gli Ottavi di Finale battuto dall'Inter per 1 - 0, Inter che poi si aggiudica la Viareggio Cup 2015.
Nell'estate del 2019 si trasferisce in Cina per allenare squadre giovanili del Bejing BSU.
All'inizio del 2022 torna in Italia  e in estate viene ingaggiato dalla Triestina come tecnico della  squadra Primavera. Il 31 gennaio 2023, dopo le dimissioni di Massimo Pavanel, viene promosso alla guida della prima squadra alabardata. Dopo aver terminato la stagione regolare al terzultimo posto, ottiene la salvezza ai play-out contro il Sangiuliano City.
A fine luglio 2025 la Fermana, squadra marchigiana appena retrocessa in Eccellenza, annuncia di avergli affidato la guida tecnica della prima squadra.

### Statistiche da allenatore

#### Club
Statistiche aggiornate al 16 gennaio 2023. In grassetto le competizioni vinte.
| Stagione                       | Squadra              | Campionato           | Campionato | Campionato | Campionato | Campionato | Coppe nazionali | Coppe nazionali | Coppe nazionali | Coppe nazionali | Coppe nazionali | Coppe continentali | Coppe continentali | Coppe continentali | Coppe continentali | Coppe continentali | Altre coppe | Altre coppe | Altre coppe | Altre coppe | Altre coppe | Totale | Totale | Totale | Totale | % Vittorie | Piazzamento       |
| Stagione                       | Squadra              | Comp                 | G          | V          | N          | P          | Comp            | G               | V               | N               | P               | Comp               | G                  | V                  | N                  | P                  | Comp        | G           | V           | N           | P           | G      | V      | N      | P      | %          | Piazzamento       |
| ------------------------------ | -------------------- | -------------------- | ---------- | ---------- | ---------- | ---------- | --------------- | --------------- | --------------- | --------------- | --------------- | ------------------ | ------------------ | ------------------ | ------------------ | ------------------ | ----------- | ----------- | ----------- | ----------- | ----------- | ------ | ------ | ------ | ------ | ---------- | ----------------- |
| ott. 2001-2002                 | L’Aquila             | C1                   | 27         | 11         | 8          | 8          | CI-C            | -               | -               | -               | -               | -                  | -                  | -                  | -                  | -                  | -           | -           | -           | -           | -           | 27     | 11     | 8      | 8      | 40,74      | Sub., 13º         |
| lug.-dic. 2002- feb.-giu. 2003 | L’Aquila             | C1                   | 25+2       | 7+1        | 8+1        | 10         | CI-C            | 9               | 4               | 3               | 2               | -                  | -                  | -                  | -                  | -                  | -           | -           | -           | -           | -           | 36     | 12     | 12     | 12     | 33,33      | Eson., sub. , 17º |
| 2003-2004                      | L’Aquila             | C1                   | 34         | 2          | 7          | 25         | -               | -               | -               | -               | -               | -                  | -                  | -                  | -                  | -                  | -           | -           | -           | -           | -           | 34     | 2      | 7      | 25     | &5,88      | 18º (retr.)       |
| Totale L'Aquila                | Totale L'Aquila      | Totale L'Aquila      | 88         | 21         | 24         | 43         |                 | 9               | 4               | 3               | 2               |                    | -                  | -                  | -                  | -                  |             | -           | -           | -           | -           | 97     | 25     | 27     | 45     | 25,77      |                   |
| 2004-gen. 2005                 | Giulianova           | C1                   | 17         | 5          | 4          | 8          | CI-C            | 5               | 2               | 1               | 2               | -                  | -                  | -                  | -                  | -                  | -           | -           | -           | -           | -           | 22     | 7      | 5      | 10     | 31,82      | Eson.             |
| 2005-gen. 2006                 | Vittoria             | C2                   | 20         | 1          | 6          | 13         | CI-C            | 5               | 0               | 1               | 4               | -                  | -                  | -                  | -                  | -                  | -           | -           | -           | -           | -           | 25     | 1      | 7      | 17     | &4,00      | Eson.             |
| 2006-2007                      | R.C. Angolana        | D                    | 34+1       | 15         | 10         | 9+1        | CI-D            | 2               | 0               | 0               | 2               | -                  | -                  | -                  | -                  | -                  | -           | -           | -           | -           | -           | 37     | 15     | 10     | 12     | 40,54      | 5º                |
| 2007-2008                      | R.C. Angolana        | D                    | 34+4       | 17+2       | 9          | 8+2        | CI-D            | 2               | 1               | 0               | 1               | -                  | -                  | -                  | -                  | -                  | -           | -           | -           | -           | -           | 40     | 20     | 9      | 11     | 50,00      | 2º                |
| Totale R.C. Angolana           | Totale R.C. Angolana | Totale R.C. Angolana | 73         | 34         | 19         | 20         |                 | 4               | 1               | 0               | 3               |                    | -                  | -                  | -                  | -                  |             | -           | -           | -           | -           | 77     | 35     | 19     | 23     | 45,45      |                   |
| lug.-dic. 2012                 | Ancona               | D                    | 16         | 7          | 7          | 2          | CI-D            | 3               | 1               | 2               | 0               | -                  | -                  | -                  | -                  | -                  | -           | -           | -           | -           | -           | 19     | 8      | 9      | 2      | 42,11      | Eson.             |
| gen.-mag. 2023                 | Triestina            | C                    | 14+2       | 5+1        | 6+1        | 3          | CI-C            | -               | -               | -               | -               | -                  | -                  | -                  | -                  | -                  | -           | -           | -           | -           | -           | 16     | 6      | 7      | 3      | 37,50      | Sub., 18º         |
| Totale carriera                | Totale carriera      | Totale carriera      | 230        | 74         | 67         | 89         |                 | 26              | 8               | 7               | 11              |                    | -                  | -                  | -                  | -                  |             | -           | -           | -           | -           | 256    | 82     | 74     | 100    | 32,03      |                   |

## Palmarès

### Giocatore

#### Competizioni nazionali
- Serie B: 1

Genoa: 1988-1989